# Крафт, Иоганн Петер
Иоганн Петер Крафт (нем. Johann Peter Krafft, 15 сентября 1780, Ханау, Гессен — 28 октября 1856, Вена, Германский союз) — немецкий и австрийский художник и график, мастер жанровой, батальной, портретной и исторической живописи.

## Жизнь и творчество
Родился в семье мастера росписи по эмали Иоганна Игнаца Крафта, происходившего из Эльзаса. Дед художника, Йозеф Крафт, занимался виноторговлей в Страсбурге. Уже в возрасте 10 лет посещает художественную школу в Ханау. В 1799 году приезжает вместе с сестрой к тётке в Вену, где поступает в местную Академию художеств, в класс исторической живописи Генриха Фридриха Фюгера. В 1802 году, совместно с другом, Фейтом Шнорром фон Каросфельдом приезжает для продолжения образования в Париж. Здесь молодой живописец знакомится с такими «классиками» исторической живописи, как Жак-Луи Давид и Франсуа Жерар, у которых Крафт многому научился. В 1805 году художник возвращается в Вену, и по совету Ж.-Л.Давида, пробует себя в портретной живописи. В 1808 и 1809 годах он совержает учебные поездки по Италии, живёт в Риме. В 1813 году Крафт становится членом венской Академии искусств, в 1815 — Академии рисунка в Ханау. В том же году он женится на Юлиане Прейсингер. В этом браке родились художница Мария Крафт (1812—1885) и учёный-ориенталист Альбрехт Крафт (1816—1847). В 1823 году Крафт становится внештатным профессором венской Академии по исторической живописи. В 1828 году художник назначается директором императорской картинной галереи Бельведер. В Вене он и остаётся на жительство вместе со всей своей семьёй до самой смерти. Крафт был также одним из соучредителей венского Союза художников. В 1835 году был избран в Совет академии. В этом же году совершает поездку в Мюнхен и Дрезден, в 1837 году — в Венецию, где приобретает 80 полотен для венской императорской галереи, в 1838 году — в Берлин, Прагу, посещает замок Карлштейн в Чехии. В замке он выступает как консультант в вопросах охраны памятников культуры. В 1839 году избирается почётным членом Копенгагенской Академии.
Иоганн Петер Крафт являлся ведущим портретистом и мастером исторического жанра эпохи классицизма в Вене. Оказал также влияние на жанровую живопись венских мастеров школы бидермейер. Известен также своими реставрационными работами в венском дворце Шёнбрунн.

## Галерея
- Прощание солдата
- Смерть Манфреда
- Портрет Марии Ангелики Рихтер фон Бинненталь (1814-1815)
- Эрцгерцог Карл в битве при Асперне
- Вылазка Зриньи из крепости Сигетвар
- Оссиан и Мальвина (1810)
- Портрет Франца I верхом на коне (1832). Эрмитаж